# San Jerónimo Lídice
San Jerónimo Lídice, o San Jerónimo Aculco, es un antiguo pueblo que ahora forma parte de la Ciudad de México en el distrito de Magdalena Contreras en el suroeste de la ciudad. 

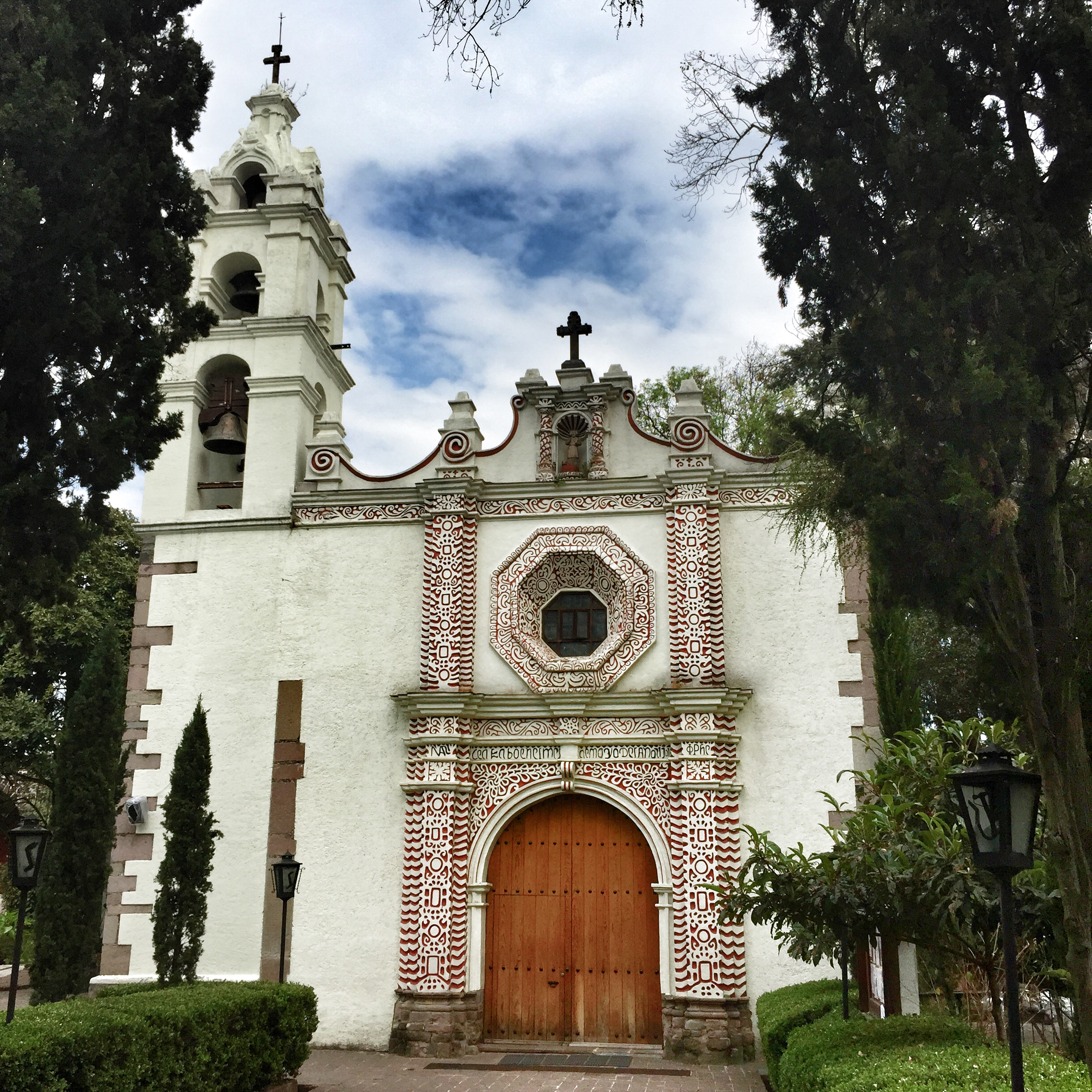
Iglesia de San Jerónimo Aculco

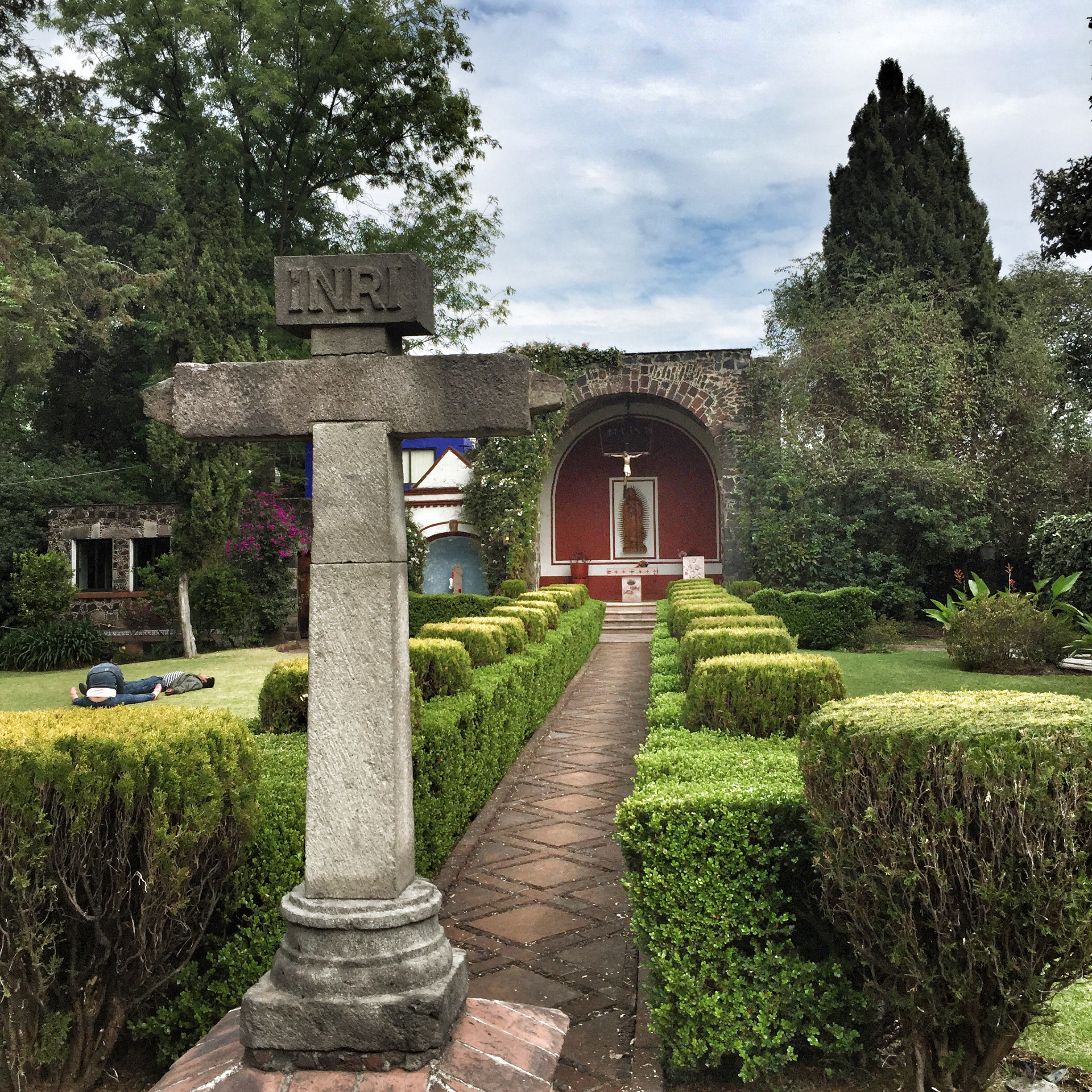
Jardín y capilla abierta, Iglesia de San Jerónimo Aculco

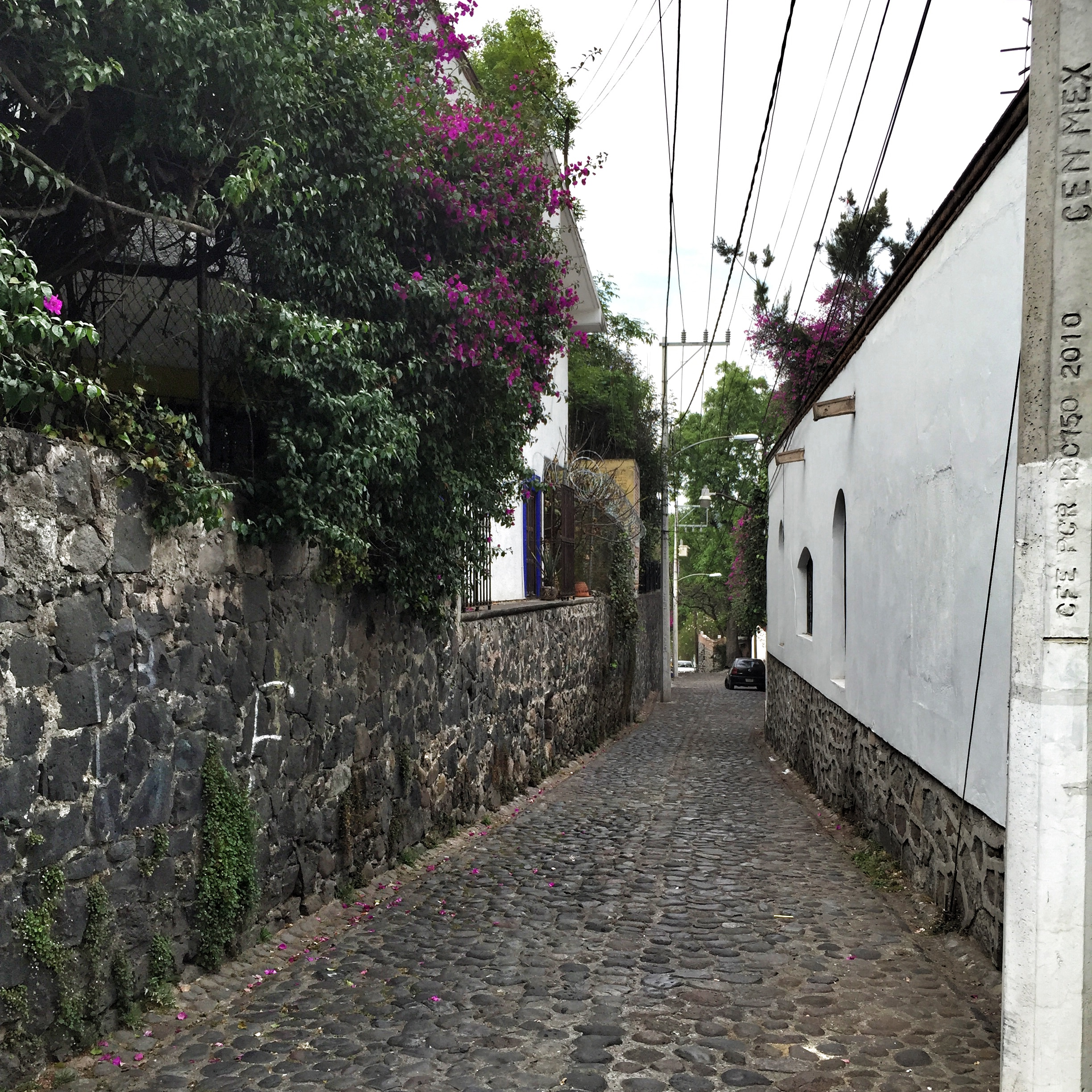
Calle en San Jerónimo Lídice

Un asentamiento en este lugar, Aculco, se remonta a la época tolteca; su nombre significa "donde gira el agua". El pueblo se especializó en la producción de frutas y verduras. Cuando se construyó una presa en la zona en 1934, se encontraron restos toltecas, incluida la pendiente de una pirámide.
La iglesia de San Jerónimo Aculco data del siglo XVI, cuando fue fundada por los franciscanos. Queda una capilla abierta. La iglesia fue modificada en el siglo XVIII. Celebra su fiesta patronal el 30 de septiembre.
En 1943, parte del pueblo cambió su nombre en conmemoración de la masacre de Lidice en lo que hoy es la República Checa. Cada año, el 10 de junio, se conmemora la masacre de Lídice en la plaza frente a la Iglesia de San Jerónimo.